# Miconia amnicola
Miconia amnicola är en tvåhjärtbladig växtart som beskrevs av John Julius Wurdack. Miconia amnicola ingår i släktet Miconia och familjen Melastomataceae. Inga underarter finns listade i Catalogue of Life.